# Quickborn (Pinneberg)
Quickborn (che significa «fonte d'acqua viva») è una città dello Schleswig-Holstein, in Germania.

Appartiene al circondario di Pinneberg.